# Andrej Sládkovič

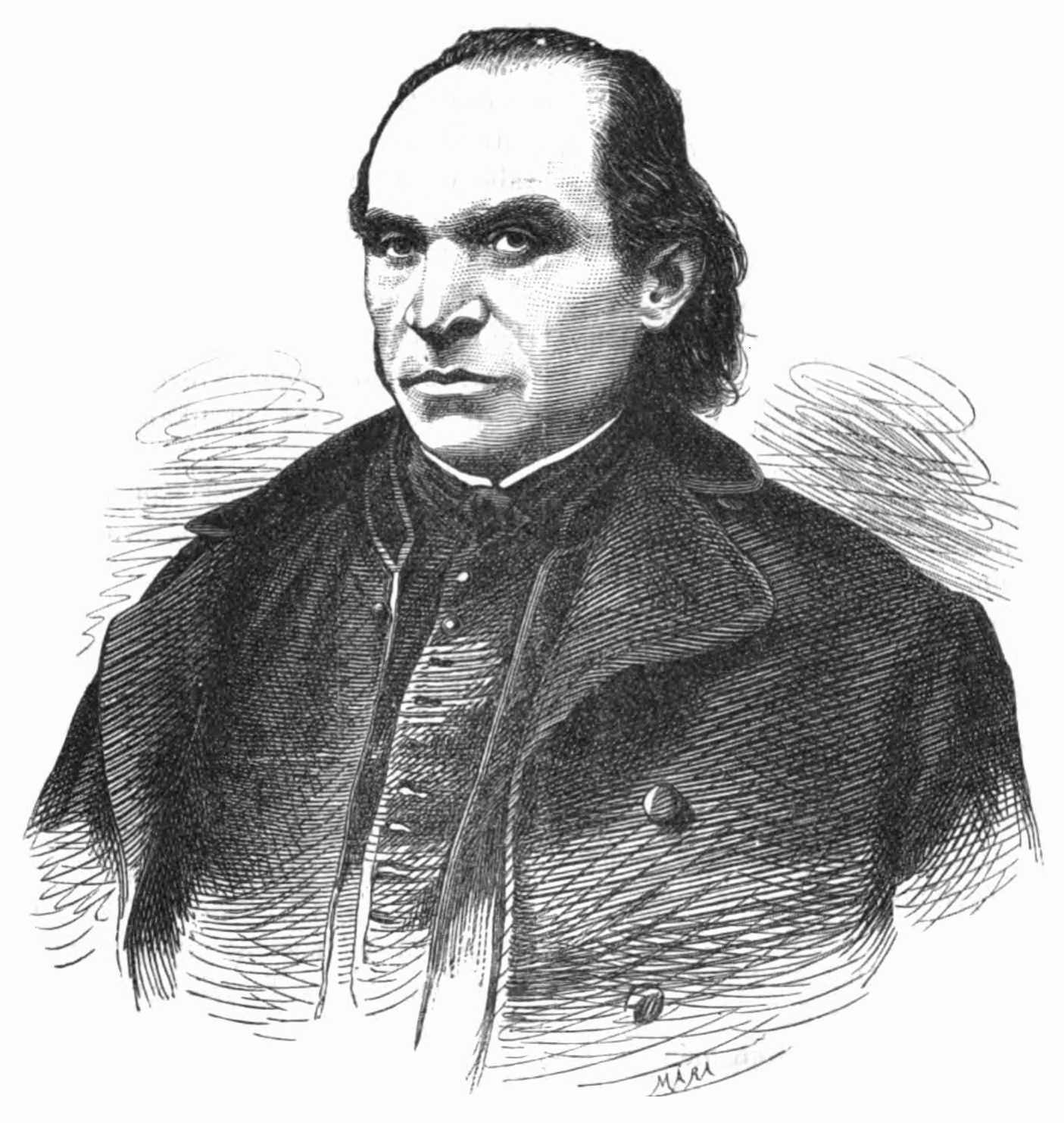
Andrej Sládkovič (von Václav Mára)

Andrej Sládkovič (eigentlich Andrej Braxatoris; * 30. März 1820 in Karpfen, Königreich Ungarn; † 20. April 1872 in Radvaň bei Neusohl, Königreich Ungarn) war ein slowakischer lutherischer Pastor und Schriftsteller.

## Leben
Andrej Sládkovič war der Sohn des in Hronsek geborenen Autors und Lehrers Andrej Braxatoris (1782–1845) und dessen Ehefrau Therese geb. Bartolomeides. Nach dem Besuch des Gymnasiums in Karpfen (1826–1830) ging er nach Perőcsény im Komitat Pest, um die ungarische Sprache zu erlernen. Danach studierte er auf den evangelischen Lyzeen in Schemnitz (1839–40) und Pressburg (1840–1842). Ab 1843 studierte er Theologie an der Universität Halle (1843–44).
Zwischen 1839 und 1840 arbeitete Sládkovič als Hauslehrer im Hause von Paul Pischl in Schemnitz, wo er sich in die Tochter des Hauses Maria Pischl verliebte. Maria Pischl war sehr begabt und Schülerin des Naturforschers Christian Andreas Zipser, welcher Direktor der Höheren Mädchenschule in Neusohl war. Sládkovičs Liebe zu Maria wurde nicht erwidert, die Begegnung inspirierte den Dichter jedoch zur Abfassung des Gedichtzyklus Marína, der zu den Höhepunkten der Romantik in der slowakischen Literatur gehört.
Im Jahr 1847 wurde er ins Pfarramt eingesetzt und wirkte zuerst als evangelisch-lutherischer Pfarrer in Hrochoť und ab 1856 bis zu seinem Tode in Radvaň.
Er war Mitglied des Kreises um Ľudovít Štúr und einer der Gründer der Matica slovenská.
Verheiratet war Sládkovič mit Antonia geb. Sekovičová, aus der Ehe ging der Sohn Martin Braxatoris (1863–1934) hervor, der ebenfalls ein evangelisch-lutherischer Pfarrer und Literat wurde.
Nach Andrej Sládkovič ist der am 3. Oktober 1980 von Zdeňka Vávrová entdeckte Asteroid (4781) Sládkovič benannt.

## Werke
- Sôvety (1843–44)
- Marína (1846; sein bekanntestes Gedicht, auch übersetzt ins Ungarische, Deutsche, Polnische und Französische)
- Zaspievam pieseň o slobodnej vlasti (1848)
- Nehaňte ľud môj (1848)
- Detvan (1853; 1922–1926 als Oper vertont von Viliam Figuš-Bystrý, Uraufführung 1928, deutscher Titel: „Der Jüngling aus Detva“)[1]
- Milica (1858)
- Svätomartiniáda (1861)
- Pamiatka na deň 4. augusta (1863; zur Erinnerung an die Gründung der Matica slovenská)
- Hojže, Bože, jak to bolí, keď sa junač roztratí (1863)
- Lipa cyrilo-metodejská (1864)
- Gróf Mikuláš Šubić Zrínsky na Sihoti (1866)

Sládkovič übersetzte auch deutsche (Goethe), russische (Puschkin) und französische (Voltaire, Jean Racine) Schriftsteller.